# Чемпіонат світу з бліцу (шахи)
Чемпіонат світу з бліцу — турнір, в якому розігрується звання найкращого шахіста світу у грі в надшвидкі шахи (бліц).

## Чоловіки

### Офіційні чемпіонати світу з бліцу
Вперше офіційний чемпіонат світу був проведений в канадському місті Сент-Джон в лютому 1988 року. Наступний турнір був проведений лише через 18 років в ізраїльському місті Рішон-ле-Ціон.
Перший чемпіонат проводився за олімпійською системою навиліт, наступні чемпіонати за коловою системою.
В 2009—2011 турнір проходив в рамках Меморіалу Таля.

#### Переможці та призери чемпіонатів світу з бліцу
| № з/п | Рік  | 1-місце                                      | 2-місце                                      | 3-місце                                      |                                              |
| ----- | ---- | -------------------------------------------- | -------------------------------------------- | -------------------------------------------- | -------------------------------------------- |
| 1     | 1988 | Михайло Таль                                 | Рафаель Ваганян                              | Олександр Чернін / Кирил Георгієв            |                                              |
| 2     | 2006 | Олександр Грищук                             | Петро Свідлер                                | Теймур Раджабов                              |                                              |
| 3     | 2007 | Василь Іванчук                               | Вішванатан Ананд                             | Олександр Грищук                             |                                              |
| 4     | 2008 | Леньєр Домінгес Перес                        | Василь Іванчук                               | Петро Свідлер                                |                                              |
| 5     | 2009 | Маґнус Карлсен                               | Вішванатан Ананд                             | Сергій Карякін                               |                                              |
| 6     | 2010 | Левон Аронян                                 | Теймур Раджабов                              | Маґнус Карлсен                               |                                              |
| 7     | 2012 | Олександр Грищук (2)                         | Маґнус Карлсен                               | Сергій Карякін                               |                                              |
| 8     | 2013 | Ле Куанг Льєм                                | Олександр Грищук                             | Руслан Пономарьов                            |                                              |
| 9     | 2014 | Маґнус Карлсен (2)                           | Ян Непомнящий                                | Хікару Накамура                              |                                              |
| 10    | 2015 | Олександр Грищук (3)                         | Максим Ваш'є-Лаграв                          | Володимир Крамник                            |                                              |
| 11    | 2016 | Сергій Карякін                               | Маґнус Карлсен                               | Данило Дубов                                 |                                              |
| 12    | 2017 | Маґнус Карлсен (3)                           | Сергій Карякін                               | Вішванатан Ананд                             |                                              |
| 13    | 2018 | Маґнус Карлсен (4)                           | Ян-Кшиштоф Дуда                              | Хікару Накамура                              |                                              |
| 14    | 2019 | Маґнус Карлсен (5)                           | Хікару Накамура                              | Володимир Крамник                            |                                              |
|       | 2020 | Турнір не проводився через пандемію COVID-19 | Турнір не проводився через пандемію COVID-19 | Турнір не проводився через пандемію COVID-19 | Турнір не проводився через пандемію COVID-19 |
| 15    | 2021 | Максим Ваш'є-Лаграв                          | Ян-Кшиштоф Дуда                              | Аліреза Фіруджа                              |                                              |
| 16    | 2022 | Маґнус Карлсен (6)                           | Хікару Накамура                              | Айк Мартіросян                               |                                              |
| 17    | 2023 | Маґнус Карлсен (7)                           | Данило Дубов                                 | Владислав Артєм'єв                           |                                              |
| 18    | 2024 | Маґнус Карлсен (8) Ян Непомнящий             |                                              | Веслі Со Ян-Кшиштоф Дуда                     |                                              |

#### Загальний залік призерів
| №  | Країна                | Gold | Silver | Bronze | Разом |
| -- | --------------------- | ---- | ------ | ------ | ----- |
| 1  | Маґнус Карлсен        | 8    | 2      | 1      | 11    |
| 2  | Олександр Грищук      | 3    | 1      | 1      | 5     |
| 3  | / Сергій Карякін      | 1    | 1      | 2      | 4     |
| 4  | Василь Іванчук        | 1    | 1      | 0      | 2     |
| =  | / Ян Непомнящий       | 1    | 1      | 0      | 2     |
| =  | Максим Ваш'є-Лаграв   | 1    | 1      | 0      | 2     |
| 7  | Леньєр Домінгес Перес | 1    | 0      | 0      | 1     |
| =  | Левон Аронян          | 1    | 0      | 0      | 1     |
| =  | Михайло Таль          | 1    | 0      | 0      | 1     |
| =  | Ле Куанг Льєм         | 1    | 0      | 0      | 1     |
| 11 | Хікару Накамура       | 0    | 2      | 2      | 4     |
| 12 | Вішванатан Ананд      | 0    | 2      | 1      | 3     |
| =  | Ян-Кшиштоф Дуда       | 0    | 2      | 1      | 3     |
| 14 | Петро Свідлер         | 0    | 1      | 1      | 2     |
| =  | Теймур Раджабов       | 0    | 1      | 1      | 2     |
| =  | / Данило Дубов        | 0    | 1      | 1      | 2     |
| 17 | Рафаель Ваганян       | 0    | 1      | 0      | 1     |
| 18 | Володимир Крамник     | 0    | 0      | 2      | 2     |
| 19 | Руслан Пономарьов     | 0    | 0      | 1      | 1     |
| =  | Олександр Чернін      | 0    | 0      | 1      | 1     |
| =  | Кирил Георгієв        | 0    | 0      | 1      | 1     |
| =  | Аліреза Фіруджа       | 0    | 0      | 1      | 1     |
| =  | Айк Мартіросян        | 0    | 0      | 1      | 1     |
| =  | Владислав Артєм'єв    | 0    | 0      | 1      | 1     |
| =  | Веслі Со              | 0    | 0      | 1      | 1     |

### Неофіційні чемпіонати світу з бліцу
В історії бліцу є декілька турнірів, які за складом учасників сміливо можна вважати неофіційними чемпіонатами світу:
- Херцег-Новий, Югославія, 1970 рік (1. Роберт Фішер; 2. Михайло Таль; 3. Віктор Корчной)

- Брюссель, Бельгія, 1987 рік (1. Гаррі Каспаров; 2. Ян Тімман; 3-4. Анатолій Карпов і Любомир Любоєвич)

- Вейк-ан-Зее, Нідерланди, 1999 рік (1. Гаррі Каспаров; 2-3. Вішванатан Ананд і Василь Іванчук)

- Варшава, Польща, Кубок Світу з бліцу 2000 (1. Вішванатан Ананд; 2. Борис Гельфанд 3. Анатолій Карпов)[6]
- Москва, Росія, Меморіал Таля 2006 (1. Вішванатан Ананд; 2. Левон Аронян; 3. Теймур Раджабов)

- Москва, Росія, Меморіал Таля 2008 (1. Василь Іванчук; 2. Володимир Крамник; 3. Магнус Карлсен)

## Жінки

### Переможці та призери чемпіонатів світу з бліцу серед жінок
| № з/п | Рік  | 1-місце                                      | 2-місце                                      | 3-місце                                      |                                              |
| ----- | ---- | -------------------------------------------- | -------------------------------------------- | -------------------------------------------- | -------------------------------------------- |
| 1     | 1992 | Сьюзен Полгар                                | Юдіт Полгар                                  | Аліса Галлямова                              |                                              |
| 2     | 2010 | Катерина Лагно                               | Тетяна Косинцева                             | Валентина Гуніна                             |                                              |
| 3     | 2012 | Валентина Гуніна                             | Наталія Жукова                               | Анна Музичук                                 |                                              |
| 4     | 2014 | Анна Музичук                                 | Нана Дзагнідзе                               | Тетяна Косинцева                             |                                              |
| 5     | 2016 | Анна Музичук (2)                             | Валентина Гуніна                             | Катерина Лагно                               |                                              |
| 6     | 2017 | Нана Дзагнідзе                               | Валентина Гуніна                             | Цзюй Веньцзюнь                               |                                              |
| 7     | 2018 | Катерина Лагно (2)                           | Сарасадат Хадем                              | Лей Тінцзє                                   |                                              |
| 8     | 2019 | Катерина Лагно (3)                           | Анна Музичук                                 | Тань Чжун'ї                                  |                                              |
|       | 2020 | Турнір не проводився через пандемію COVID-19 | Турнір не проводився через пандемію COVID-19 | Турнір не проводився через пандемію COVID-19 | Турнір не проводився через пандемію COVID-19 |
| 9     | 2021 | Бібісара Асаубаєва                           | Олександра Костенюк                          | Валентина Гуніна                             |                                              |
| 10    | 2022 | Бібісара Асаубаєва (2)                       | Гампі Конеру                                 | Поліна Шувалова                              |                                              |
| 11    | 2023 | Валентина Гуніна (2)                         | Олександра Костенюк                          | Чжу Цзінер                                   |                                              |
| 12    | 2024 | Цзюй Веньцзюнь                               | Лей Тінцзє                                   | Катерина Лагно Рамешбабу Вайшалі             |                                              |

#### Загальний залік призерок
| №  | Шахістка              | Gold | Silver | Bronze | Разом |
| -- | --------------------- | ---- | ------ | ------ | ----- |
| 1  | / Катерина Лагно      | 3    | 0      | 2      | 5     |
| 2  | / Валентина Гуніна    | 2    | 2      | 2      | 6     |
| 3  | / Анна Музичук        | 2    | 1      | 1      | 4     |
| 4  | Бібісара Асаубаєва    | 2    | 0      | 0      | 2     |
| 5  | Нана Дзагнідзе        | 1    | 1      | 0      | 2     |
| 6  | Цзюй Веньцзюнь        | 1    | 0      | 1      | 2     |
| 7  | Сьюзен Полгар         | 1    | 0      | 0      | 1     |
| 8  | / Олександра Костенюк | 0    | 2      | 0      | 2     |
| 9  | Тетяна Косинцева      | 0    | 1      | 1      | 2     |
| =  | Лей Тінцзє            | 0    | 1      | 1      | 2     |
| 11 | Юдіт Полгар           | 0    | 1      | 0      | 1     |
| =  | Наталія Жукова        | 0    | 1      | 0      | 1     |
| =  | Сарасадат Хадем       | 0    | 1      | 0      | 1     |
| =  | Гампі Конеру          | 0    | 1      | 0      | 1     |
| 15 | Аліса Галлямова       | 0    | 0      | 1      | 1     |
| =  | Тань Чжун'ї           | 0    | 0      | 1      | 1     |
| =  | Поліна Шувалова       | 0    | 0      | 1      | 1     |
| =  | Чжу Цзінер            | 0    | 0      | 1      | 1     |
| =  | Рамешбабу Вайшалі     | 0    | 0      | 1      | 1     |